# 新界區專線小巴621線
新界區專線小巴621線是香港新界區一條由載通國際旗下權君有限公司營運的小巴路線，循環來往來往洪元路（洪福邨）及天水圍北，途經港鐵天水圍站、天瑞邨及天水圍醫院。

## 歷史
來往洪水橋和天水圍的小巴服務，曾由新界區專線小巴619線提供，原意是為洪水橋居民提供接駁港鐵天水圍站的服務，但該路線和港鐵巴士K75綫系列和輕鐵完全重疊，並計劃於2017年3月取消，最後延至2018年6月才取消。
相隔一年，運輸署向區議會提交文件，提出開辦此線，往返洪元路（洪福邨）和天水圍醫院。
運輸署其後於2019年7月4日公開招標5組共12條專線小巴路線的經營權，此線與622及623線編為同一組招標，由載通國際旗下權君有限公司投得此組路線經營權，並於2020年3月15日投入服務。
洪福邨社區幹事（前元朗洪福區議員）陳樹暉指此線途經天耀路、天瑞路等，雖然線路延長至天水圍醫院和天華邨，但路線整體上和港鐵巴士K75P綫無異，加上小巴線的班次建議約20分鐘一班，擔心若此線營運方式和已取消的619線無異，只會令此線步619線的後塵。
2023年1月1日：實施以下服務安排，直至2023年3月31日：
總站由天壇街遷移至天水圍醫院內；
新增特別班次，於星期一至五07:15由洪元路洪福邨開出，經洪水橋田心路直接前往洪天路，不經洪水橋大街及青山公路 – 洪水橋段。
2024年1月28日：延伸服務範圍至天水圍北，改為循環運作，並新增來往天水圍醫院及天水圍北之$4.8雙向分段收費。

## 服務時間及班次
| 洪元路（洪福邨）開 | 洪元路（洪福邨）開 | 洪元路（洪福邨）開 |
| 日期               | 服務時間           | 班次（分鐘）       |
| ------------------ | ------------------ | ------------------ |
| 每日               | 06:00-07:00        | 30                 |
| 每日               | 07:20              |                    |
| 每日               | 07:45-08:10        | 25                 |
| 每日               | 08:10-18:30        | 20                 |
| 每日               | 18:30-22:00        | 30                 |

## 收費
全程：$6.1
往天水圍北方向
| 落車站＼上車站 | 天頌苑頌棋閣 或之前 |
| -------------- | ------------------- |
| 洪元路洪福邨起 | $6.1                |
| 天盛苑起       | $3.1                |
| 天水圍醫院     | $4.8^               |

往洪水橋方向
| 落車站＼上車站 | 天水圍醫院 或之前 | 洪元路洪福邨 或之前 |
| -------------- | ----------------- | ------------------- |
| 天華邨起       | $4.8^             | $6.1                |
| 天水圍站起     | 不適用            | $3.1                |

| - 本線大小同價。 - 65歲或以上長者使用長者或個人八達通（包括「樂悠咭」），合資格殘疾人士（包括12歲以下合資格殘疾兒童）使用「殘疾人士身份」個人八達通，以及60至64歲香港居民使用「樂悠咭」繳付車資，均可享有每程$2.0或全費（以較低者為準）的票價優惠。 - 乘客可以現金或八達通於上車時付款，不設找續。 - 每位成人乘客可免費攜帶最多兩名3歲以下而不佔座位的兒童乘客乘車，超額之3歲以下小童必須繳付車費乘車。 - 學生使用學生八達通或學生個人八達通，繳付全程車費時，可享用$3.1的優惠車費。 - 有 ^ 者為短途分段，乘客如欲以八達通繳付短途分段收費，請按八達通收費器上「分段」按鍵，調校至合適收費後才拍卡 |

## 用車
現時權君旗下621及623三線合共使用12輛豐田Coaster 19座位小巴行走。

## 行車路線
經：洪元路、洪水橋田心路、洪水橋大街、青山公路－洪水橋段、洪天路、屏廈路、天耀路、天湖路、天瑞路、天壇街、天水圍醫院通道、天壇街、天瑞路、天湖路、天耀路、屏廈路、洪天路、洪志路及洪元路

### 沿線車站
| 洪元路（洪福邨）開 | 洪元路（洪福邨）開     | 洪元路（洪福邨）開 |
| 序號               | 車站名稱               | 位置               |
| ------------------ | ---------------------- | ------------------ |
| 1                  | 洪元路洪福邨           | 洪元路             |
| 2*                 | 洪水橋大街             | 洪水橋大街         |
| 3                  | 洪水橋站               | 青山公路－洪水橋段 |
| 4                  | 洪天路洪福邨           | 洪天路             |
| 5                  | 石埗村                 | 洪天路             |
| 6                  | 天水圍站               | 屏廈路             |
| 7                  | 天盛苑                 | 天耀路             |
| 8                  | 賞湖居                 | 天湖路             |
| 9                  | 裘錦秋中學             | 天湖路             |
| 10                 | 天水圍公園             | 天瑞路             |
| 11                 | 天瑞邨                 | 天瑞路             |
| 12                 | 天水圍醫院             | 天壇街             |
| 13                 | 食物環境衛生署元朗車房 | 天壇街             |
| 14                 | 天華邨                 | 天瑞路             |
| 15                 | 天恩邨                 | 天瑞路             |
| 16                 | 天澤邨                 | 天瑞路             |
| 17                 | 香港濕地公園           | 濕地公園路         |
| 18                 | 慧景軒                 | 天葵路             |
| 19                 | 香港青年協會李兆基書院 | 天葵路             |
| 20                 | 天頌苑頌棋閣           | 天華路             |
| 21                 | 天頌苑                 | 天瑞路             |
| 22                 | 天水圍醫院             | 天壇街             |
| 23                 | 食物環境衛生署元朗車房 | 天壇街             |
| 24                 | 天瑞邨                 | 天瑞路             |
| 25                 | 天水圍公園             | 天瑞路             |
| 26                 | 天耀邨耀盛樓           | 天湖路             |
| 27                 | 天耀邨耀民樓           | 天耀路             |
| 28                 | 天水圍站               | 屏廈路             |
| 29                 | 石埗村                 | 洪天路             |
| 30                 | 洪元路洪福邨           | 洪元路             |

## 外部連結
- 香港巴士大典上的相关条目：新界專綫小巴621線